# Himenotomia
Uma himenotomia é um pequeno procedimento médico que envolve a remoção cirúrgica ou abertura do hímen.